# Репина, Лорина Петровна
Лори́на Петро́вна Ре́пина (род. 29 сентября 1947 года) — советский и российский историк, медиевист, специалист в области методологии истории, историографии и интеллектуальной истории Западной Европы. Автор исследований по исторической урбанистике и истории Великобритании в Средние века и раннее Новое время. Доктор исторических наук (1998), профессор (2002), член-корреспондент РАН c 22 декабря 2011 года по Отделению историко-филологических наук.

## Биография
Окончила исторический факультет МГУ им. М. В. Ломоносова (1971), где специализировалась по кафедре истории средних веков, и аспирантуру ИВИ АН СССР (1974), где в 1975 году защитила кандидатскую диссертацию «Сословие горожан и феодальное государство в Англии XIV века». В 1998 году защитила докторскую диссертацию «Социальная история в историографии XX в.: научные традиции и новые подходы».
С 1975 года — сотрудник ИВИ АН СССР (РАН), заместитель директора по научной работе ИВИ РАН (1999—2016), заместитель председателя диссертационного совета, заведующая Отделом историко-теоретических исследований, руководитель Центра интеллектуальной истории. Является разработчиком научных тем ИВИ: «Историческое сознание и общество», «Гендерные исследования и проблема исторического синтеза».
Заместитель директора Центра зарубежной истории, заведующая кафедрой теории и истории гуманитарного знания Института филологии и истории РГГУ; читает курсы истории Великобритании, истории культуры Нового времени и интеллектуальной истории. Главный научный сотрудник Института гуманитарных историко-теоретических исследований им. А. В. Полетаева НИУ ВШЭ.
Организатор и президент Российского общества интеллектуальной истории (РОИИ), член Международного общества интеллектуальной истории (ISIH), комиссии по истории городов при Международном конгрессе исторических наук, Всероссийской ассоциации медиевистов и историков раннего Нового времени, Ассоциации британских исследований. Лауреат премии им. Н. И. Кареева РАН (2009, «за серию трудов по теоретико-методологическим проблемам всеобщей истории»).
Главный редактор исторических альманахов «Диалог со временем» и «Адам и Ева». Член редколлегий «Культурологического журнала», журналов «Новая и новейшая история», «Вестник Омского университета. Серия: „История“» и альманаха «Одиссей: человек в истории». Член редакционных советов ряда периодических научных изданий: журналов «Средние века», «Исторические исследования», «Культура и искусство», «Вестник Пермского университета. Сер. „История“», «Sensus Historiae: Studia interdyscyplinarne» (Польша), «Contrahistorias: la otra Mirada de Clio» (Мексика), ежегодников «Ейдос: альманах теорii та iсторii iсторичноi науки» (Украина) и «Границы историографии» (Китай).
Юрий Зарецкий отмечал, что Лорина Репина с начала 2000-х активно пропагандирует интеллектуальную историю как направление современной историографии в исследовательской практике историков постсоветского пространства.
Замужем, трое детей.

## Основные работы
Монографии
- «Сословие горожан и феодальное государство в Англии XIV в.» (1979);
- «Современная британская историография: биобиблиографический справочник» (1980);
- «Современная историография Великобритании» (1991, в соавт. с Г. И. Зверевой и В. В. Согриным);
- «Политическая история на пороге XXI в.: традиции и новации» (1995, редактор);
- «Диалог со временем: историки в меняющемся мире» (1996, редактор);
- «„Новая историческая наука“ и социальная история» (1998; 2-е изд. 2009);
- «Социальная история в историографии XX в.» (2001);
- «Женщины и мужчины в истории: новая картина европейского прошлого» (2002, редактор);
- «Образы прошлого и коллективная идентичность в Европе до начала Нового времени» (2003, редактор);
- «История, культура, общество (междисциплинарные подходы)» (2003, редактор);
- «Междисциплинарные подходы к изучению прошлого» (2003, редактор);
- «История исторического знания» (2004; 3-е изд. 2008; в соавт. с В. В. Зверевой и М. Ю. Парамоновой);
- «Междисциплинарный синтез в истории и социальные теории: теория, историография и практика конкретных исследований» (2004, совм. с Б. Г. Могильницким и И. Ю. Николаевой);
- «История через личность: историческая биография сегодня» (2005, редактор);
- «„Цепь времен“: проблемы исторического сознания» (2005, редактор);
- «История и память: историческая культура Европы до начала Нового времени» (2006, редактор);
- «Хрестоматия по гендерной истории: западноевропейское Средневековье» (тт. 1—3, 2006, совм. с. А. Г. Суприянович);
- «Интеллектуальные традиции Античности и Средневековья» (2010, совм. с М. С. Петровой);
- «Образы времени и исторические представления: Россия — Восток — Запад» (2010, редактор);
- «Историческая наука на рубеже XX—XXI вв.: социальные теории и историографическая практика» (2011);
- «Историческая наука сегодня: теории, методы, перспективы» (2011, редактор);
- Идеи и люди: интеллектуальная культура Европы в Новое время / под ред. Л. П. Репиной — М.: Аквилон, — 2014. — 848 с. — (Образы истории)

Статьи
- «У истоков западноевропейской средневековой цивилизации: Рим и германцы», «Слияние двух миров: рождение западнохристианского мира», «Римская церковь и распространение христианства» // «Средневековая Европа глазами современников и историков. Ч. 1» (1995);
- «„Трудящиеся“ — крестьяне» // «Средневековая Европа глазами современников и историков. Ч. 2» (1995, в соавт. с А. Л. Ястребицкой);
- «Кризис XVII в. и Великая английская революция» // «Средневековая Европа глазами современников и историков. Ч. 4» (1995);
- «Феодальные элиты и процесс этнической консолидации средневековой Англии» // «Элита и этнос Средневековья» (1995);
- «Город, общество, цивилизация: историческая урбанизация в поисках синтеза» // «Город как социокультурное явление исторического процесса» (1995);
- «Выделение частной сферы как историографическая и методологическая проблема», «История женщин сегодня: историографические заметки» // «Человек в кругу семьи: очерки по истории частной жизни в Европе до начала Нового времени» (1996);
- «Гендерная история: проблемы и методы исследования» // «Новая и новейшая история», 1997, № 6;
- «Комбинация микро- и макроподходов в современной британской и американской историографии» // «Историк в поиске: микро- и макроподходы к изучению прошлого» (1999);
- «Персональная история: биография как средство исторического познания» // «Казус: индивидуальное и уникальное в истории. Вып. 2» (1999);
- «Персональные тексты и „новая биографическая история“: от индивидуального опыта к социальной памяти» // «Сотворение Истории: Человек — Память — Текст» (2001);
- «Гендерная история сегодня: проблемы и перспективы» // «Адам & Ева» (2003);
- «Историческая память и современная историография» // «Новая и новейшая история», 2004, № 5;
- «Знания о прошлом и историческая культура» // «Казанский университет как исследовательское и социокультурное пространство» (2005);
- «Интеллектуальная история на рубеже XX—XXI вв.» // «Новая и новейшая история», 2006, № 1;
- Историческая теория после «культурного поворота» // Диалог со временем. 2007. № 20.

## Награды
- Почётная грамота Президента Российской Федерации (5 февраля 2024 года) — за заслуги в развитии отечественной науки, многолетнюю плодотворную деятельность и в связи с 300-летием со дня основания Российской академии наук[5].